# Na rozkaz kobiety
Na rozkaz kobiety (ang. A Woman Commands) – amerykański film dramatyczny z 1932 roku. Polski tytuł alternatywny: Z rozkazu kobiety.

## Obsada
- Pola Negri - królowa Serbii - Draga
- May Boley - Masza
- George Baxter - Chedo
- Cleo Louise Borden - Książę Mediolanu
- Reginald Owen - premier
- Basil Rathbone - kapitan Alex Pasić
- H.B. Warner - pułkownik Stradimirowić
- Anthony Bushell - Iwan
- Roland Young - król Serbii - Aleksander
- David Newell - adiutant
- Frank Reicher - Generał